# École nationale supérieure Mines-Télécom Atlantique Bretagne Pays de la Loire
Pour les articles homonymes, voir IMT.
L'École nationale supérieure Mines-Télécom Atlantique Bretagne Pays de la Loire (nom d'usage : IMT Atlantique) est l'une des 204 écoles d'ingénieurs françaises accréditées au 1er septembre 2020 à délivrer un diplôme d'ingénieur,
Créée le 1er janvier 2017, IMT Atlantique est issue de la fusion de l'École nationale supérieure des mines de Nantes et de Télécom Bretagne. L'école s'étend sur trois campus situés à Brest, Nantes et Rennes. Elle est membre de l'Institut Mines-Télécom, dont elle est une des composantes les plus prestigieuses (selon les récents classements publiés par L'Étudiant et L'Usine nouvelle). IMT Atlantique propose un diplôme d'ingénieur généraliste unique, pour lequel elle recrute des étudiants issus des classes préparatoires aux grandes écoles au travers du concours commun Mines-Ponts, mais aussi par le biais d'admissions parallèles pour les universitaires.
Forte de son excellence dans certains domaines (notamment le numérique), IMT Atlantique est l'une des écoles d'application de l'École polytechnique.

## Histoire
L’École nationale supérieure des télécommunications de Bretagne est créée en 1977 et l’École nationale supérieure des techniques industrielles et des mines de Nantes est créée en 1991. Elle est placée en 2009 sous la tutelle du Conseil général de l'économie, de l'industrie, de l'énergie et des technologies.
En 2012, les écoles des mines sont rattachées à l'Institut Télécom qui devient l’Institut Mines-Télécom. Le rapprochement entre l'École des Mines de Nantes et Télécom Bretagne est alors envisagé à partir de 2014. La fusion est décidée le 24 mars 2015 et devient effective le 1er janvier 2017.
Le 2 février 2017, les directeurs d'IMT Atlantique et de l'ENSTA Bretagne signent une convention de partenariat entre les deux établissements en présence du ministre de la Défense, Jean-Yves Le Drian. La convention prévoit la mise en place, à court et moyen termes, d’actions coordonnées en formation (notamment grâce à l'échange d'étudiants entre les 2 écoles), recherche, innovation et internationalisation et la création d'un pôle d'ingénierie,.

## Direction

### Directeurs
- 1er janvier 2017 - 30 avril 2022 : Paul Friedel[13]
- À partir du 1er mai 2022 : Christophe Lerouge[14]

### Présidents du Conseil d'école
- 1er janvier 2017 - 1er janvier 2023 : Guillaume Texier, directeur général de Rexel[15]
- Depuis le 1er janvier 2023 : François Soulmagnon, directeur général de l'Association française des entreprises privées de 2012 à 2022

## Formation

### Ingénieur généraliste
IMT Atlantique propose une formation d'ingénieur généraliste avec un recrutement principal sur le Concours commun Mines-Ponts. Cette formation est organisée principalement sur les campus de Brest et de Nantes, au moins en 1re année.

### Ingénieur par apprentissage
IMT Atlantique assure trois formations d'ingénieurs par apprentissage, spécialisées dans le numérique, en partenariat avec les instances régionales de Bretagne et des Pays de la Loire (Conseil régional et institut des techniques d'ingénieur de l'industrie) :
- Informatique, réseaux et télécommunications (campus de Brest, et campus de Rennes), en partenariat avec l'ITII Bretagne.
- Ingénierie logicielle (campus de Nantes), en partenariat avec l'Institut des techniques d'ingénieur de l'industrie des Pays de la Loire.
- Transformation digitale des systèmes industriels (campus de Nantes, à partir de septembre 2020), en partenariat avec l'Institut des techniques d'ingénieur de l'industrie des Pays de la Loire.

### Masters
- Master of science - masters internationaux
  - Information Technology
    - track Communication system and network engineering
    - track Datascience
    - track Architecture and engineering for the internet of things

  - Management of production, logistics and procurement
    - track Management and optimization of supply chains and transport

  - Process and bioprocess engineering
    - track Project management for environmental and energy engineering

  - Nuclear Engineering
    - track Advanced Nuclear Waste Management
    - track Nuclear Energy Production and Industrial Applications
    - track Medical applications
- Erasmus Mundus Joint Master Degree
  - Management and Engineering of Environment and Energy
  - Safe and Reliable Nuclear Applications
- Masters - diplôme national de master (DNM)
  - Management de l'innovation
  - Électronique, énergie électrique, automatique
  - Électronique, systèmes et réseaux de communications
  - Informatique
  - Physique fondamentale et applications
  - Actuariat
  - Génie des procédés et bioprocédés

### Mastères spécialisés
- Cybersécurité (campus de Rennes) en co-accrédité avec CentraleSupélec[16]
- Expert en énergies marines renouvelables (campus de Brest)
- Informatique appliquée à la décision bancaire et actuarielle (campus de Brest)
- Cybersécurité des systèmes maritimes et portuaires (campus de Brest)
- Infrastructures Cloud et DevOps (campus de Brest)

### Doctorat
IMT Atlantique couvre 20 spécialités de doctorat au sein des 3 écoles doctorales de l'université Bretagne Loire pour lesquelles elle est co-accréditée (SPIN, 3M, SPIGA). Les 20 spécialités sont biologie-santé, biomécanique, chimie théorique, combustion, constituants élémentaires et physique théorique, électronique, énergétique, génie des procédés et bio procédés, informatique, mathématiques, mathématiques et applications, mécanique des milieux fluides, physique et analytique, physique subatomique et instrumentation nucléaire, productique et robotique, radiochimie, sciences de l'ingénieur, sciences de la matière, sciences et technologies de l'information et de la communication, traitement du signal et télécommunications.

## Classements
Classements nationaux (classée en tant qu'IMT Atlantique au titre de ses diplômes d'ingénieur)
| Nom                                      | Année | Rang | Année | Rang | Année | Rang | Année | Rang |
| ---------------------------------------- | ----- | ---- | ----- | ---- | ----- | ---- | ----- | ---- |
| DAUR Rankings                            | 2022  | 17   | 2023  | 17   | 2024  | 14   |       |      |
| L’Étudiant                               | 2022  | 5-6  | 2023  | 5    | 2024  | 4    | 2025  | 3    |
| L’Usine Nouvelle                         | 2022  | 10   | 2023  | N.C. | 2024  | 17   |       |      |
| Le Figaro Étudiant[pertinence contestée] | 2023  | 16   | 2024  | 14   | 2025  | 18   |       |      |

Classements internationaux (classée en tant qu'IMT Atlantique)
| Nom                    | Année | Rang (monde) | Rang (France) |
| ---------------------- | ----- | ------------ | ------------- |
| CWUR                   | 2023  | 1145         | 50            |
| QS Top Universities    | 2023  | N.C.         | N.C.          |
| Shanghai Ranking       | 2023  | N.C.         | N.C.          |
| Times Higher Education | 2023  | 351-400      | 11            |

Elle est également classée en 2023 :
- ShanghaiRanking's Global Ranking of Academic Subjects : Physics [401-500][25] and Management [201-300].
- THE: IMT Atlantique conforte sa position dans les 400 premières universités mondiales du classement 2023. L'école est 11e sur les 46 établissements français classés.Classement par sujets (2023): Engineering [126-150] - Computer Science [151-175] - Physical sciences [251-300].
- THE Impact : TOP 200, 1er établissement français.
- THE Young University : 60e université mondiale de moins de 50 ans, 7e établissement français et 1re école d'ingénieur de France.
- THE World’s Best Small Universities Rankings (2022): IMT Atlantique entre cette année dans le classement THE mondial des meilleures universités de moins de 5 000 étudiants à la 22e place.
- QS World University Rankings: 
  - Classement par grands domaines (Broad Area) :
    - Engineering and Technology : 163e mondial et 8ème en France
    - Natural Sciences : 401-450 mondial et 17ème en France

  - Classement par disciplines (Subjects):
    - Computer Science and Information Systems : 98e mondial et 5ème en France
    - Engineering - Electrical and Electronic : 151-200 mondial et 7ème en France
    - Physics & Astronomy : 301-350 mondial et 14ème en France
    - Statistics & Operational research : 151- 201 mondial et 6ème France
    - Business & Management Studies : 501-550 mondial et 16ème en France

## Recherche

### Départements d'enseignement et de recherche de l'école
La recherche est structurée en douze départements d'enseignement et de recherche :
- Automatique, productique & informatique (Nantes)
- Informatique (Brest)
- Data Science (Brest), issu de la fusion de LUSSI et ITI
- Langues, médiation scientifique, activités physiques, sportives et d'expression, créé le 1er août 2023 et issu de la fusion du département Langues et culture internationale, du centre de ressources en langues, du centre de ressources en pratiques expérimentales et du service des activités physiques, sportives et artistiques  (Brest et Nantes)[26]
- Mathematical and Electrical Engineering (Brest), issu de la fusion des départements Électronique et Signal & Communications le 12 janvier 2021 (Brest)[27]
- Micro-ondes (Brest)
- Optique (Brest)
- Physique subatomique et technologies associées (Nantes)
- Interdisciplinaire de Sciences sociales (Nantes)
- Systèmes énergétiques et de l'environnement (Nantes)
- Systèmes Réseaux, Cybersécurité et Droit du numérique (Rennes)

### Unités de recherche
L'école est également rattachée à différentes unités mixtes de recherche :
- GEPEA - Génie des procédés pour les écotechnologies et les bioressources (avec le CNRS, ONIRIS et l'université de Nantes)
- IRISA - Institut de recherche en informatique et systèmes aléatoires (avec le CNRS, l'ENS Rennes, l'Inria, l'INSA de Rennes, l'université de Bretagne Sud et l'université de Rennes-I et CentraleSupélec)
- Lab-STICC - Laboratoire des sciences et techniques de l'information, de la communication et de la connaissance (avec le CNRS, l'université de Bretagne Occidentale et l'université de Bretagne Sud, l'ENSTA Bretagne et l'ENIB)
- LaTIM - Laboratoire de traitement de l’information médicale (avec l’Inserm et l’université de Bretagne Occidentale et associant le CHRU de Brest)
- LS2N - Laboratoire des Sciences du Numérique de Nantes (avec le CNRS, l’université de Nantes, l’École Centrale de Nantes et Inria)
- Subatech - Laboratoire de physique subatomique et des technologies associées (avec l'IN2P3 du CNRS et l’université de Nantes)

### Chaires
IMT Atlantique est labellisé Institut Carnot pour la qualité de sa recherche partenariale et développe une politique de développement de liens de long terme avec les entreprises à travers la création de structures de recherche innovantes.
Il est membre de 15 chaires industrielles :
- [AI-4-Child] Aide aux patients atteints de paralysie cérébrale
- [AI-Oceanix] Physics-Informed AI for Observation-driven Ocean AnalytiX
- [ArchOps] Architecture, déploiement et administration des infrastructures IT agiles : chaire d'enseignement en partenariat avec Bodet Software
- [BOPA] Bloc opératoire augmenté
- [C2M] Caractérisation, Modélisation, Maîtrise de l’exposition aux Ondes électromagnétiques
- Cyber CNI (Cybersécurité des infrastructures Critiques) avec Orange, Nokia, BNP Paribas, La Poste, EDF, Airbus Défense, Amossys et la Société générale
- Cybernavale (Cyberdéfense des systèmes navals) avec l'École navale, Naval Group (ex DCNS) et Thales
- Industrie du Futur
- [IoTad-CEO] Internet of things avec Tadashi Matsumoto
- [M@D] Maintien à domicile
- Merite2 chaire d'enseignement pour la diffusion de la culture scientifique, technologique et industrielle avec Assystem
- Pracom (Pôle de recherche avancée en communications) réunissant 12 entreprises
- Resoh (Sûreté à l'échelle des relations inter-organisationnelles) avec l’IRSN, Orano, Naval Group et l’ANDRA
- Stockage (Stockage déchets radioactifs) avec EDF, l’ANDRA et Orano
- Télémédecine vétérinaire, chaire portée par Oniris
- [TES] Transition énergétique et sociétale
- ValaDoE (VALeur Ajoutée DOnnées et Energie) avec la région Pays de la Loire, Nantes Métropole, Enedis, Mines Saint-Étienne et Télécom ParisTech.

Enfin, il est aussi membre de 7 laboratoires communs :
- ADMIRE : Apprentissage profond Distribué pour la classification de données Multimodales, Incertaines et Rares en ophtalmologiE
- ATOL (Aeronautics Technico-Operational Laboratory) - surveillance aérienne embarquée avec Thalès Systèmes Aéroportés, Thales Underwater Systems et l'École navale
- CRC Lab visent à optimiser les transports de marchandises en présence d’aléas, avec la société CRC Services
- LATERAL (Labsticc Thales researchalliance on Smart On-board Sensor ) avec Thales - Antennes actives 3D pour les nouvelles générations d’auto-directeurs RF et ce basé sur les nouvelles technologies additives
- SEPEMED (SEcurity & Processing of Externalized MEdical image Data) - la protection des données de santé avec la PME MEDECOM
- TESMARAC Le laboratoire SUBATECH et la société TRISKEM INTERNATIONAL ont créé ce laboratoire pour mettre au point de nouvelles résines et de nouvelles méthodes de séparation de radioisotopes, en particulier dans les milieux complexes.
- Lab-CIS est un laboratoire commun de IMT Atlantique et du Groupe d’ingénierie mondial SEGULA Technologies.

### Enseignants notables
- Claude Berrou chercheur en électronique et informatique, à l'origine des Turbo code, membre de l'Académie des sciences
- Sophie Dubuisson-Quellier, sociologue, membre du Haut conseil pour le climat

## Campus d'IMT Atlantique
| \| Brest Nantes Rennes \| Campus d'IMT Atlantique. |
| Brest Nantes Rennes                                |

### Campus de Brest
Le campus de Brest, situé à Plouzané en bord de mer, est implanté dans le technopôle Brest-Iroise, sur 24 hectares, à proximité d'autres établissements d'enseignement supérieur (ENIB et ESIAB). Il est composé des bâtiments de l'école, des équipements sportifs (gymnases, stades, courts de tennis, salle de musculation, salle de danse), du restaurant, de la maison des élèves, des logements permettant d'accueillir l'ensemble des étudiants (12 bâtiments), d'un foyer muni d'un bar tenu par ces derniers, d'un incubateur, et d'un observatoire astronomique.

### Campus de Nantes
Le campus de 13 hectares est implanté au bord de l'Erdre dans le technopôle Atlanpole, sur le campus de la Chantrerie à proximité d'autres établissements d'enseignement supérieur (Oniris, École supérieure du bois, Polytech Nantes, École de design Nantes Atlantique). Il est composé des bâtiments de l'école, des équipements sportifs (gymnase, courts de tennis, salle de musculation), du restaurant, de la maison des élèves, des logements permettant d'accueillir l'ensemble des étudiants (6 bâtiments), et d'un incubateur académique. L'école dispose également de logements étudiants au centre-ville.

### Campus de Rennes
Le campus de Rennes se situe à Cesson-Sévigné au sein du Rennes Atalante à proximité de centres de recherches et développement de grands groupes (Orange, Technicolor...) ou de PME/PMI innovantes dans des domaines tels que l'image, les réseaux, les objets connectés et la cybersécurité (Broadpeak, Enensys, NexGuard, Kerlink) ainsi que de l'Institut de recherche technologique b<>com. Les options de 3e année recouvrent les domaines des « Réseaux », des « Affaires internationales » et de « Affaires et banque-finance ». Le campus est composé des bâtiments de l'école, de la maison des élèves, des logements permettant d'accueillir les étudiants et d'un incubateur. Depuis 2022, la ligne B du métro de Rennes le relie au centre-ville de Rennes, avec la station Atalante.

## La vie étudiante
La vie étudiante est très riche à IMT Atlantique. Sur les 3 campus, près d'une centaine de clubs animent la vie des étudiants. Ces clubs sont supervisés par des associations selon leur type.

### Les clubs étudiants
Plusieurs clubs sportifs, culturels, techniques ou festifs proposent des activités extra-scolaires ponctuelles ou hebdomadaires. On y retrouve notamment :
- Chorale
- Cinéma
- Réalisation vidéo
- Musique
- Photo
- Vélo
- Potager
- Poulailler
- Couture
- Voile (catamaran, planche à voile, pogo)
- Ultra (supporters)
- Sport de combat (boxe anglais, boxe thaïlandaise, lutte bretonne)
- Pom'pom girl/boy
- Karting
- Astrophysique
- Envoi de nanosatellites
- Cuisine
- Jeux de société
- Installations scéniques
- Journal de l'école
- Œnologie
- Rap

### Les associations étudiantes
Plusieurs associations organisent régulièrement des évènements, et supervisent le fonctionnement de leurs clubs :
- Bureau des Élèves (BDE)
- Bureau des Sports (BDS)
- Bureau des Arts (BDA)
- Bureau du Développement Durable (BDD)
- Bureau des Internationaux (BDI)
- ResEl (Réseau des élèves d'IMT Atlantique - fournisseur d'accès associatif)
- Junior Atlantique (Junior-Entreprise)
- Atlantique Sans Frontières (Association humanitaire)
- Erasmus Student Network (ESN)

### Les évènements phares
Plusieurs évènements sont organisés chaque année sur les campus par les associations étudiantes, parmi lesquels :
- Bretagne Express : course entre étudiants inspirée du Pékin Express dont le but est de se déplacer à un lieu le plus rapidement possible, avec des activités intermédiaires, et sans voiture personnelle ou transports en commun
- Week-End de Cohésion (WEC)[32] : week-end ayant lieu pendant la période d'intégration où l'ensemble des étudiants se réunissent sur un campus autour d'activités sportives pour souder les 3 campus
- Week-End d'Intégration (WEI)[32] : week-end ayant lieu durant la période d'intégration qui réunit les 3 campus en un seul lieu, avec des activités permettant de favoriser la cohésion
- Pouply Cup : compétition sportive multi-sports entre les étudiants et le personnel de l'école
- Diner Jazz : concert de jazz organisé autour d'un diner chic
- Fest Noz[33] : bal breton ouvert au public, autour de musiques traditionnelles bretonnes
- Voyage culturel : voyage à l'étranger pour permettre de découvrir les cultures et arts étrangers
- Atlanticup[34] : compétition sportive entre les écoles d'ingénieur bretonnes, ayant lieu sur le campus brestois d'IMT Atlantique
- Voyage des Internationaux : voyage permettant aux étudiants internationaux de nouer des liens lors d'un voyage en Europe
- Gala[35] : remise de diplôme suivie d'un repas puis d'une soirée à thème
- Semaine culturelle : semaine ponctuée de plusieurs évènements : œnologie, hypnose, concert…
- Voyage au ski : semaine sportive dans une station d'altitude

## Élèves notables
- Pierre Gattaz (Télécom Bretagne 1983), président du MEDEF de 2013 à 2018
- Emad Sabouni (Télécom Bretagne 1987), homme politique syrien, ministre des communications de Syrie
- Frédéric Zgainski (Mines de Nantes), homme politique français, ancien député de Gironde
- Nicolas Colin (Télécom Bretagne 2000), entrepreneur et essayiste français
- Louis Szajner alias Louis-San (p. 2019), vidéaste web ayant près d'1,3 million d'abonnés sur Youtube fin 2023.